# Kei Cozzolino
 (juillet 2025).
Si vous disposez d'ouvrages ou d'articles de référence ou si vous connaissez des sites web de qualité traitant du thème abordé ici, merci de compléter l'article en donnant les références utiles à sa vérifiabilité et en les liant à la section « Notes et références ».
Kei Cozzolino (コッツォリーノ・慧・フランチェスコ, Cozzolino Kei Francesco), né le 9 novembre 1987 à Ichigaya au Japon, est un pilote automobile nippo-italien.

## Palmarès

### 24 Heures du Mans
| Année | Écurie         | Copilotes                   | Voiture         | Classe | Tours | Pos. | Class Pos. |
| ----- | -------------- | --------------------------- | --------------- | ------ | ----- | ---- | ---------- |
| 2019  | Car Guy Racing | Takeshi Kimura Côme Ledogar | Ferrari 488 GTE | GTE Am | 332   | 35e  | 5e         |

### Asian Le Mans Series
| Année     | Écurie                  | Voiture                 | 1     | 2     | 3        | 4     | Classement | Points |
| --------- | ----------------------- | ----------------------- | ----- | ----- | -------- | ----- | ---------- | ------ |
| 2016-2017 | Vincenzo Sospiri Racing | Lamborghini Huracán GT3 | ZHU 3 | FUJ 4 | THA Abd. | SEP   | 9e         | 27     |
| 2018-2019 | Car Guy Racing          | Ferrari 488 GT3         | SHA 1 | FUJ 1 | THA 1    | SEP 1 | 1re        | 101    |

### Championnat du monde d'endurance FIA
| Année     | Écurie          | Voiture             | Moteur                        | Classe   | 1     | 2      | 3     | 4     | 5       | 6      | 7       | 8      | Position | Points |
| --------- | --------------- | ------------------- | ----------------------------- | -------- | ----- | ------ | ----- | ----- | ------- | ------ | ------- | ------ | -------- | ------ |
| 2019–2020 | MR Racing       | Ferrari 488 GTE Evo | Ferrari F154CB 3,9 L V8 Turbo | LMGTE Am | SIL 3 | FUJ 10 | SHA 7 | BHR 7 | COA 10  | SPA    | LMS Ret |        | 14e      | 45     |
| 2019–2020 | Red River Sport | Ferrari 488 GTE Evo | Ferrari F154CB 3,9 L V8 Turbo | LMGTE Am |       |        |       |       |         |        |         | BHR 10 | 14e      | 45     |
| 2023      | Kessel Racing   | Ferrari 488 GTE Evo | Ferrari F154CB 3,9 L V8 Turbo | LMGTE Am | SEB   | POR    | SPA   | LMS 9 | MNZ Ret |        |         |        | 28e      | 0      |
| 2023      | AF Corse        | Ferrari 488 GTE Evo | Ferrari F154CB 3,9 L V8 Turbo | LMGTE Am |       |        |       |       |         | FUJ 12 | BHR 11  |        | 28e      | 0      |

N.B. * Saison en cours. Les courses en « gras » indiquent une pole position, les courses en « italique » indiquent le meilleur tour de course.